# Henry Meredith Leaf
Henry Leaf (Scarborough, 18 de octubre de 1862 - Charing Cross, 23 de abril de 1931) fue un atleta inglés que compitió en pruebas de raquetas por Gran Bretaña.
Leaf es titular de dos medallas olímpicas, ganó la edición británica, en los Juegos Olímpicos de Londres 1908. En esta ocasión, fue subcampeón de la prueba de raqueta individual después de ser superado por su compatriota Evan Baille Noel, el medallista de oro, y mantenerse por delante de John Jacob Astor (raquetas) y Henry Brougham, empatados en el tercer lugar. Por último, junto a Noel, todavía subió al podio con la medalla de bronce en la carrera de dobles, también ganó por el británico Vane Hungerford Pennell, que jugó junto con Astor. Esa fue la primera y la última edición de ese deporte en los Juegos Olímpicos.